# 6teen
6teen este un serial de animație 2D canadian de comedie dramatică pentru adolescenți creat de Jennifer Pertsch și Tom McGillis care a fost difuzat inițial pentru 4 sezoane și 93 de episoade pe Teletoon din 7 noiembrie 2004 până pe 11 februarie 2010.
Regizat în principal de Karen Lessman și produs de Nelvana și Fresh TV pentru două sezoane fiecare, a fost de asemenea difuzat în Statele Unite pe Nickelodeon din 18 decembrie 2005 până pe 13 mai 2006 și pe Cartoon Network (alături de Insula Dramei Totale și Exaltații) din 23 octombrie 2008 până pe 21 iunie 2010. Nelvana a produs 78 din cele 93 de episoade și două speciale de 45 de minute.
Din februarie 2023, serialul este disponibil de vizionat pe YouTube.

## Despre serial
6teen este un desen animat pentru copii și adolescenți. Acțiunea se desfășoară aproape în întregime într-un mall gigantic. Seria urmărește viața a șase prieteni de șaisprezece ani, inclusiv primele lor slujbe cu jumătate de normă.
6teen se concentrează asupra problemelor comune legate de adolescenți. Principalele personaje sunt: Jude, Jen, Nikki, Jonesy, Caitlin și Wyatt. Se bucură de primele locuri de muncă, primele conturi bancare și un gust dulce al libertății. Nikki se găsește blocată și lucrează la The Khaki Barn, un magazin în care nu și-ar fi făcut cumpărături, în timp ce Jen și-a găsit munca de vis într-un magazin de sport, dar face unele greșeli. Wyatt se îndrăgostește de colega lui mai veche. Jude lucrează la patinoarul de hochei. Caitlin suportă umilința zilnică de a lucra la cel mai mic magazin din ierarhia mall-ului - The Big Squeeze, un stand de limonadă în formă de lămâie uriașă, unde trebuie să poarte o pălărie în formă de lămâie, ca parte a uniformei ei.